# S d'Orió
S d'Orió (S Orionis) és un estel variable a la constel·lació d'Orió. S'hi troba a 1.370 ± 400 anys llum de distància del sistema solar.
S d'Orió és una variable Mira de tipus espectral M6.5i - M9 la lluentor del qual varia entre magnitud +7,2 i +14,0 en un període de 414,30 dies. És un estel evolucionat amb una massa similar a la del Sol —el nostre estel aconseguirà aquesta fase en uns 5.000 milions d'anys— que, cada any, perd l'equivalent a la massa terrestre. El seu diàmetre angular varia entre 7,9 i 9,7 mil·lisegons d'arc, que correspon a un diàmetre entre 1,9 i 2,3 ua, de 400 a 500 vegades el del Sol.
Anàlisi en diferents longituds d'ona indiquen que prop del mínim és quan la quantitat de pols generada i la pèrdua de massa estel·lar són majors. S d'Orió té una temperatura superficial de 3.750 K i lluix amb una lluminositat mitjana 3.470 vegades superior a la del Sol. Estudis d'interferometria han permès conèixer l'estructura d'aquesta gegant vermella polsant. Al voltant de l'estel pròpiament dit, existeixen tres components principals: un embolcall molecular interior, un embolcall de pols més externa i, entre elles, una capa de màser. La major part de l'embolcall de pols està constituïda per grans d'òxid d'alumini —observats a la regió infraroja—, mentre que l'emissió de ràdio màser prové de molècules de monòxid de silici. El gas sembla estar expandint-se amb una velocitat aproximada de 10 km/s.
Aquest estel finalitzarà els seus dies com una nana blanca de carboni i oxigen, envoltada per una nebulosa planetària.